# Голем з Круї
Голем з Круї (алб. Golemi i Krujës) — греко-албанський дворянин XIII століття, володар Круї та Ельбасана, останній князь Арберії.
Голем отримав трон Арберії одружившись з дочкою севаста Грегоріоса Камонаса та сербської принцеси Комнени Неманич. Оскільки у Грегоріоса не було синів, після його смерті у 1252 (або 1253) році трон успадкував його зять. Під час візантійського внутрішнього конфлікту спершу підтримав епірського деспота Михайла II, але згодом провів перемовини з нікейським імператором Іоанна III, чиї війська розташувалися в західній Македонії. Точні деталі угоди не відомі, але Голем був нагороджений римськими гідностями Нікейським імператором. Востаннє Голем згадується в історичних записах серед інших «знатних осіб» Арберії (Арбанону) під час зустрічі з Георгієм Акрополітом у Дурресі, яка відбулася взимку 1256—1257 років. Згодом Акрополіти анексували Арберію і встановили візантійську цивільну, військову та податкову адміністрацію.